# Endonukleas
Endonukleas  är en typ av enzymer, som har som funktion att klyva polydiesterbindningen i en DNA-sträng, en polynukloidkedja. Detta sker till exempel vid reparation av DNA efter det att nukleotider skadats. Vissa endonukleaser klipper på mindre precisa ställen, medan restriktionsnukleaser klyver vid identifierade specika DNA-sekvenser.

## Klassificering av endonukleaser
Endonukleaser en typ av nukleaser. Nukleaser ingår i sin tur i enzymklassen hydrolaser enligt The Nomenclature Committee of International Union of Biochemistry and Molecular Biology:s klassificeringssystem av enzymer, och under denna i underklassen esteraser, med Enzyme Commission-nummer EC 3.1, tillsammans med bland annat fosfodiesteraser, lipaser och fosfataser.

## Kategorier av endonukleaser
Det finns tre kategorier av restriktionsendonukleaser (Type I-III), vilka klyver på olika sätt och använder olika stor mängd av energi i form av adenosintrifosfat för klyvningen.